# Рагби 15 репрезентација Холандије
Рагби јунион репрезентација Холандије је рагби јунион тим који представља Краљевину Холандију у овом екипном спорту. Најубељивију победу Холандија је остварила 1932. над Данском, резултат је био 62-0. Најтежи пораз Холанђанима су нанеле "Црвене руже" - Рагби јунион репрезентација Енглеске 1998. резултат је био 110-0. Холандија је у дивизији 1Б Куп европских нација. Један од најбољих шкотских рагбиста Тим Визер је холанђанин који игра за Шкотску. Рагби се у Низоземској игра преко 130 година, а данас у овој земљи 79 клубова и око 8 000 регистрованих рагбиста. Дрес Холандије је наранџасте боје, а капитен репрезентације је Алард Џонкерс.

## Тренутни састав
Рик Руверс
Џероем Флуитер
Феде Лингсма
Џош ван Зеланд
Ричард ван де Брук
Џорди Банхоф
Сеп Визер
Флорис ван де Руит
Титус Клемпер
Џони Нас
Барт Вигурс
Туфан Јилмаз
Алард Џонкерс - капитен
Коен Бусеман
Роберт Ван Тригт
Марк Воке
Боби Тејсе
Џерард Вигурс
Агустин Гарело
Дрик Данен
Стефан Вос